# Máy bay tiêm kích hạng nặng

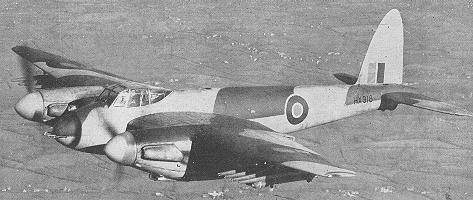
Một chiếc de Havilland Mosquito thuộc loạt tiêm kích hạng nặng, vũ khí trang bị gồm pháo và tên lửa.

Máy bay tiêm kích hạng nặng là một loại máy bay tiêm kích được thiết kế để mang những vũ khí hạng nặng hay hoạt động tầm xa. Để đạt được những hiệu suất cần thiết, đa số các máy bay tiêm kích hạng nặng đều có hai động cơ. Một số máy bay tiêm kích hạng nặng có thể hoạt động với phạm vi lớn còn có thể được sử dụng như một máy bay tiêm kích hộ tống.
Máy bay tiêm kích hạng nặng hai động cơ là lớp thiết kế chính trong suốt thời gian đầu của Chiến tranh thế giới II. Hiệu suất của động cơ máy bay đã tăng lên đáng kể trong những năm đầu của chiến tranh, năng lực của những máy bay tiêm kích hai động cơ đã sớm tiếp cận những thành tựu này, chúng sẽ phải hy sinh tính cơ động khi có hai động cơ. Rất nhiều máy bay tiêm kích hạng nặng thiết kế vào đầu chiến tranh đã trở thành những máy bay tiêm kích ban đêm và máy bay ném bom tiêu diệt.
Nhiều thiết kế tiêm kích hạng nặng được phỏng theo những máy bay ném bom trước đó. Một trong những máy bay tiêm kích hạng nặng thành công nhất là Bristol Beaufighter, nó được sử dụng lại từ những phần chính của máy bay ném bom phóng ngư lôi Beaufort ban đầu. Vũ khí gồm 6 khẩu súng máy.303, bốn khẩu pháo 20 mm và các loại bom và tên lửa, Beaufighter có khả năng chống tàu và tấn công mặt đất rất tốt, nên nó được sử dụng nhiều tại Thái Bình Dương và châu Âu. Với việc lắp đặt thêm radar, nó đã trở thành một trong những máy bay tiêm kích ban đêm đầu tiên của Không quân Hoàng gia Anh. Tương tự, máy bay ném bom tốc độ cao de Havilland Mosquito cũng đã được chuyển đổi để trở thành máy bay tiêm kích ban đêm và ban ngày.
Các thiết kế tiêm kích hạng nặng chính khác như Messerschmitt Bf 110, một máy bay tiêm kích trước chiến tranh của Đức, mà Không quân Đức đã coi trọng hơn những máy bay tiêm kích một động cơ của mình. Messerschmitt Bf 110 được dự định sử dụng như một máy bay ném bom hộ tống trong những nhiệm vụ tầm xa, rồi sử dụng tốc độ vượt trội của mình vượt qua những máy bay tiêm kích đánh chặn có độ cơ động cao hơn để tấn công mục tiêu. Trong thực tế, Bf 110 chỉ có khả năng sử dụng sự kết hợp này trong một thời gian ngắn, nó được sử dụng để chống lại những chiếc Hawker Hurricane trong suốt thời gian diễn ra Trận đánh Pháp, nhưng dễ dàng bị Supermarine Spitfire hạ gục trong Trận Anh. Sau khi những chiếc Me 210 và Me 410 Hornisse được thiết kế cải tiến, nhưng trong giai đoạn này của chiến tranh, những máy bay tiêm kích một động cơ có thể dễ dàng đạt được tốc độ của những máy bay hai động cơ. Những chiếc Bf 110 giống như các máy bay tiêm kích hạng nặng của Anh đã được chuyển đổi thành tiêm kích ban đêm và máy bay ném bom tiêu diệt, chúng đã hoạt động trong nhiều cuộc chiến. Loại Dornier Do 335 Pfeil có thể đã trở thành một thiết kế tiêm kích Zerstörer hai động cơ lý tưởng cho Không quân Đức, loại máy bay này có thiết kế đặc biệt với hai động cơ được đặt ở đầu và đuôi của máy bay, điều này cho phép máy bay có độ cơ động cao hơn, và cho phép đạt tốc độ cao hơn (khoảng 750 km/h hay 465 mph) hơn nhiều loạt máy bay hai động cơ piston cùng thời, nhưng giống như nhiều thiết kế máy bay tiên tiến khác của Đức đã không được sản xuất vào cuối cuộc chiến, Do 335 chưa bao giờ có cơ hội để được sản xuất. 

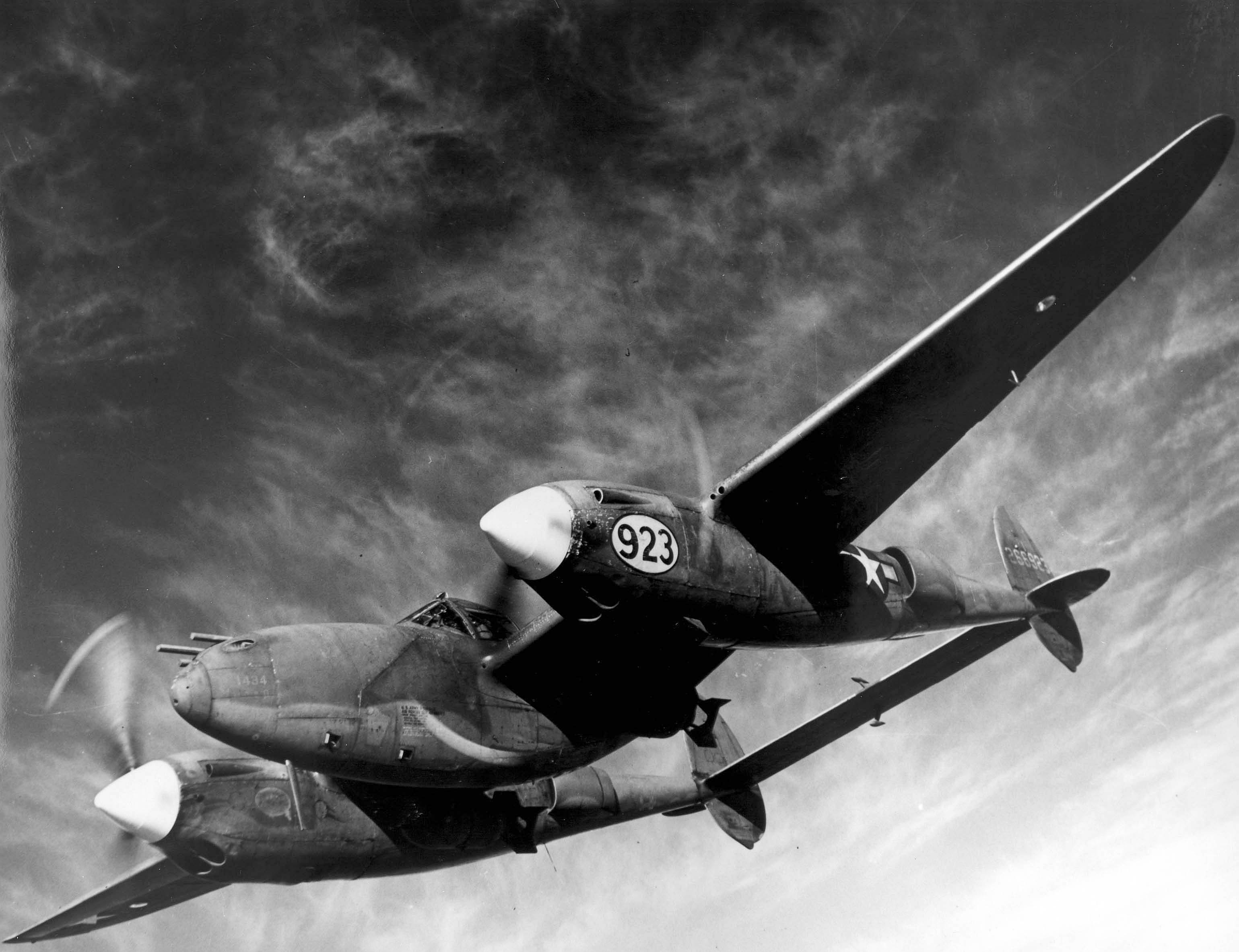
P-38 Lightning

Có lẽ một trong những máy bay tiêm kích hạng nặng thành công nhất là Lockheed P-38 Lightning, thiết kế ban đầu là một máy bay ném bom tiêu diệt để bảo vệ Hoa Kỳ. Trong vai trò tương tự như Bf 110 và có thiết bị tương tự, với vũ khí hạng nặng và khả năng hoạt động tầm xa. Vì một vài lý do khác nhau, đáng chú ý là bộ tăng nạp cho chế hòa khí vượt trội các loại máy bay cùng thời, nó có ưu điểm vượt trội so với những loại máy bay tương tự của Anh và Đức. Trong các hoạt động, nó được sử dụng như một máy bay tiêm kích hộ tống, đi theo những chiếc B-17 Flying Fortress trong các cuộc tấn công đột kích sâu vào lãnh thổ Đức, vào các địa điểm được bảo vệ bởi các máy bay tiêm kích hạng nhẹ của Đức. Nó cũng rất thành công tại chiến trường Thái Bình Dương, nơi mà tầm hoạt động lớn của nó tỏ ra là một lợi thế chủ chốt. Do giá thành đắt trong sản xuất và bảo quản, nó đã bị loại bỏ khỏi các vai trò khác khi những chiếc P-51D Mustang tầm xa được đưa vào sử dụng trong các phi đội.
Mặc dù nhiều thiết kế tiêm kích hiện đại có thể được gọi là những tiêm kích hạng nặng, như F-15 Eagle của Không quân Mỹ và F-14 Tomcat của Hải quân Mỹ, nhưng trong thuật ngữ chung thì nó không còn được sử dụng.